# Родріго Рамальйо
Родріго Рамальйо (ісп. Rodrigo Ramallo, нар. 14 жовтня 1990, Санта-Крус-де-ла-Сьєрра) — болівійський футболіст, нападник клубу «Зе Стронгест».
Виступав, зокрема, за клуби «Зе Стронгест» та «Хорхе Вільстерман», а також національну збірну Болівії.

## Клубна кар'єра
У професійному футболі дебютував 2010 року виступами за команду клубу «Зе Стронгест», в якій провів три сезони, взявши участь у 83 матчах чемпіонату. Більшість часу, проведеного у складі «Зе Стронгест», був основним гравцем атакувальної ланки команди.
Своєю грою за цю команду привернув увагу представників тренерського штабу клубу «Хорхе Вільстерман», до складу якого приєднався 2013 року. Відіграв за цей клуб лише сезон, здебільшого виходив на поле в основному складі. Був одним з основних бомбардирів команди, маючи середню результативність на рівні 0,42 гола за гру першості.
До складу клубу «Зе Стронгест» повернувся 2014 року. Відтоді встиг відіграти за команду з Ла-Паса 77 матчів у національному чемпіонаті.

## Виступи за збірну
2013 року дебютував в офіційних матчах у складі національної збірної Болівії. Наразі провів у формі головної команди країни 11 матчів, забивши 2 голи.
У складі збірної був учасником розіграшу Кубка Америки 2016 року у США.

## Титули і досягнення
- Чемпіон Болівії (2):

«Зе Стронгест»: Клаусура 2011/2012, Клаусура 2012/2013